# El séptimo hombre
El séptimo hombre. Cuento de Haruki Murakami, incluido en el libro Sauce ciego, mujer dormida y escrita en 1985. El título original de la novela en japonés es "Nanabanme no otoko".

## Trama
En lo que parece una terapia de grupo un hombre narra un hecho de terrible carga dramática. Siendo preadolescente narra, con una frialdad que no hace más que marcar la intensidad y la angustia del hecho, un tifón que azota la población costera en la que vivía. Durante el tifón, junto a él, pierde la vida su mejor amigo arrastrado por el mar. Este hecho marcará su vida de un modo definitivo expulsándole de su localidad, alejándole de su familia, y condicionando su vida profesional y personal, por cuando le impide tener relaciones afectivas con solución de continuidad. El final de cuento tratado de un modo magistral, muestra la exorcización de sus miedos hacia ese trágico hecho por medio del retorno al lugar del drama unos cuarenta años después.